# 邦库
2°32′S 121°58′E / 2.533°S 121.967°E
邦库（Bungku）是印度尼西亚中苏拉威西省的一个城镇，是莫罗瓦利县的县治所在。2010年统计，邦库所在的中邦库区（Kecamatan Bungku Tengah）共有27,774人。
最初邦库并不是莫罗瓦利县的县治，1999年莫罗瓦利县从波索县分出时的县治位于科洛诺达勒，2004年县治迁到邦库。

## 资料来源
1. ↑  . Prime Minerals.   [2 October 2016]. （原始内容存档于2020-02-22）.
2. ↑  Biro Pusat Statistik, Jakarta, 2011.
3. ↑   (PDF). OAPEN.   [2 October 2016]. （原始内容存档于2018-07-20）.